# Crassispira greeleyi
Crassispira greeleyi är en snäckart som först beskrevs av Dall 1901.  Crassispira greeleyi ingår i släktet Crassispira och familjen Turridae. Inga underarter finns listade i Catalogue of Life.